# Arenas Club
El Arenas Club es un club de fútbol de Guecho, Vizcaya (España). Desde la temporada 2025-26 jugará en la Primera Federación. Fue fundado el 1 de julio de 1909 (esta fecha no está verificada oficialmente en los registros del club) y registrado en su primera junta del 17 de mayo de 1910, bajo la denominación de «Arenas Foot-ball Club». En 1919 ganó la Copa del Rey. 
El Arenas es un club histórico ya que fue uno de los diez clubes participantes en la edición inaugural de Primera División en 1929 y es uno de los quince vencedores del Campeonato de España —actual Copa del Rey— en 1919, habiendo alcanzado tres subcampeonatos en 1917, 1925 y 1927.
Ha disputado un total de siete temporadas en la Primera División, coincidiendo con las siete primeras temporadas de la historia de la categoría, desde 1928 hasta 1935, año en que descendió a Segunda División.

## Historia

### Fundación y primeros años
El foot-ball apareció en la zona residencial de la burguesía bilbaína de Guecho durante la primera década del siglo xx. Este deporte, importado directamente del entonces Reino Unido de Gran Bretaña e Irlanda por jóvenes estudiantes y emigrantes de la localidad vasca, fue asentándose en los emergentes barrios de Neguri y Las Arenas. Los vínculos comerciales y económicos existentes entre Vizcaya e Inglaterra permitieron que muchos hijos de la alta burguesía fueran a estudiar a aquel país y practicasen el que era ya una de las actividades más asentadas.
Fue estableciéndose rápidamente y en 1901 se sucedieron los primeros partidos de fútbol en Las Arenas. Los terrenos del Campo de Santa Eugenia o el vecino Campo de Lamiako (Lejona) donde el Athletic Club jugaba fueron los escenarios donde los entusiastas équipiers se repartían para su práctica. Pese a ello, no fue hasta la creación de la Federación Española de Clubs de Football en 1909 cuando se vio un impulso definitivo en la zona que dio con la creación de sus primeras sociedades.
La ya extendida afición en diversas áreas de toda la península —muy notable en Vizcaya—, y la irrupción del ente federativo, dieron con la fundación del Arenas Foot-Ball Club. Aún novel el país en los procesos burocráticos para su regularización no fue hasta el 17 de mayo de 1910, fecha de su primera junta directiva, en la que el club fue declarado legalmente establecido. Afincados en el Campo de Lamiako abandonado por el Athletic y con Pedro de Gaztañaga como presidente vieron como surgía al tiempo el Algorta Foot-Ball Club en su misma localidad. Fue el primer rival de los areneros junto con los ya citados athleticos y los conformantes del Club Deportivo Portugalete, quienes más experimentados derrotan asiduamente a los gechotarras provocando una crisis en el foot-ball local que propiciaría la fusión con los algorteños. Constituido así el 11 de abril de 1912 como Arenas Club, en honor al barrio y al lugar de procedencia de la mayoría de los integrantes, Feliciano Etxebarría fue elegido presidente y se aprobaron los colores del uniforme: camisa rojinegra y calzón blanco. Tras ello se inscribió en 1913 en la Federación Regional del Norte, en su segunda categoría.
Vencedor en su primer año del campeonato regional correspondiente y por lo que recibió la Copa Athletic, ascendió de categoría para enfrentarse con los mejores equipos de la región como el ya citado Athletic Club, el Santander Racing Club, el Real Unión Club de Irún y la Real Sociedad de Foot-Ball, en su estrenado Campo de Jolaseta. El club consigue notables resultados y obtiene el subcampeonato —el cual en su primera categoría brindaba una plaza clasificatoria para el Campeonato de España— por detrás de los rojiblancos del Athletic Club, gran dominador del fútbol vasco durante la década y con el que comenzó a forjar una notable rivalidad.

### La etapa dorada en el Campeonato de España

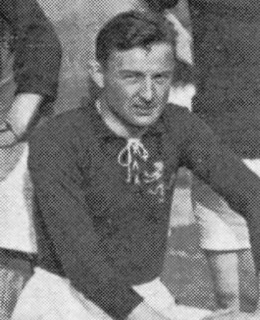
Pedro Vallana, uno de los mejores futbolistas del club.

Dichos enfrentamientos tuvieron su máximo foco en el torneo regional. Los areneros hubieron de esperar hasta el año 1917, ya bajo su definitiva denominación de Arenas Club de Guecho, para superar a sus vecinos bilbaínos en el Campeonato del Norte, del que eran claros dominadores. En la accidentada cuarta edición del mismo se proclamó campeón con jugadores como José María Jáuregui, Pedro Vallana, Monacho Careaga, Chacho o los hermanos José María y Florencio Peña entre otros, frenando la supremacía del Athletic Club. Los rojiblancos no solo eran tricampeones regionales sino que habían vencido el campeonato nacional tres veces consecutivas.
En la Copa del Rey de Fútbol 1917 el Arenas se deshizo en semifinales del Real Sporting de Gijón, y en la final se encontró con el Real Madrid. Tras un primer 0-0, se disputó el partido de desempate el 15 de mayo de 1917 en el Campo del Español de Barcelona. El Arenas se adelantó con un gol de Suárez a los 20 minutos que posteriormente igualó el francés René Petit, ya en la segunda parte. El Madrid tuvo una gran oportunidad de adelantarse merced a un penalti que detuvo el guardameta vizcaíno Jáuregui, pero el partido acabó en empate. Sin embargo, en la prórroga un gol del madridista Ricardo Álvarez supuso que con un 2-1 definitivo, la Copa fuera para Madrid. La alineación del Arenas subcampeón estaba formada por Jáuregui; Vallana, Ormaechea; Uriarte, Barturen, José María Peña; Careaga, Chacho, Muñoz, Suárez y Florencio Peña.
Dos años después, en 1919, el Arenas repitió título de campeón regional adelantándose a sus rivales del Athletic. Esa vez fue Campeón de Vizcaya, ya que los equipos guipuzcoanos habían formado su propio campeonato. En semifinales de la Copa del Rey de Fútbol 1919, el Arenas se deshizo del Racing de Madrid y en la final se encontró con el Fútbol Club Barcelona.
La final se disputó el 18 de mayo de 1919 en el estadio Martínez Campos de Madrid, feudo del Racing. El partido estuvo disputadísimo. Se adelantó el Arenas con un gol de Félix Sesúmaga, pero el barcelonista Paulino Alcántara empató al filo del descanso. En la segunda parte se adelantó el Barça con un gol de Viñals. Y a diez minutos del final, Sesúmaga de nuevo, empató el partido. Durante la prórroga se impuso la mejor forma física de los areneros, que arrollaron al Barça con tres goles, obra de Sesúmaga, Florencio Peña e Ibaibarriaga, estableciendo el definitivo 5-2 final. Este sería el único título nacional de la historia del Arenas. Lograron este éxito los Jáuregui; Vallana, Careaga; Uriarte, Arruza, José María Peña; Ibaibarriaga, Pagaza, Sesúmaga, Barturen y Florencio Peña.

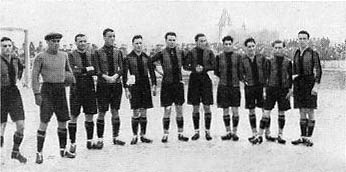
Equipo del Arenas campeón de Vizcaya y finalista de la Copa del Rey en 1927.

En 1920 tres jugadores del Arenas (Pagaza, Sesúmaga y Vallana) participaron en los Juegos Olímpicos de Amberes 1920 como integrantes de la histórica selección española de aquella Olimpiada. Supuso el debut de la selección, y uno de sus mayores éxitos, al obtener la medalla de plata. Pagaza y Félix Sesúmaga fueron integrantes del primer once de la historia de la selección española y Sesúmaga el máximo goleador de España en aquel campeonato con 4 goles. A lo largo de los siguientes años, debutaron con la selección varios jugadores más del Arenas: José Mari Peña, Yermo, Jáuregui, Robus y Cilaurren.
Aun siendo durante los años 20 uno de los equipos punteros del fútbol español, el Arenas se encontró casi siempre con el escollo del Athletic de Bilbao, que cerraba a los areneros el paso al Campeonato de España al imponerse en el Campeonato Vizcaíno. Solo en 1922, 1925 y 1927 pudo el Arenas imponerse al Athletic.
En la Copa del Rey de Fútbol 1922 el Real Madrid se cruzó en el camino de los areneros en cuartos de final, cortando en seco su participación en el Campeonato de España. En 1925 el Arenas pudo participar de nuevo, al abrirse el Campeonato de España a los subcampeones de los torneos regionales. En esta ocasión el Arenas alcanzó la final tras eliminar al Celta de Vigo en semifinales. La final la disputó contra el Barcelona un 10 de mayo en Sevilla. El Barcelona se adelantó rápidamente en el marcador por 2-0 a los 20 minutos de partido y el Arenas no fue capaz de remontar, fallando su delantero Sesúmaga incluso un penalti.
En 1927 volvió el Arenas a tener una participación destacada en el Campeonato de España. En semifinales eliminó al Barcelona por 4-3 en un partido en el que destacó el arenero Yermo, que marcó 3 goles. La final enfrentó al Arenas con Real Unión de Irún un 15 de mayo de 1927 y vencieron los fronterizos por 1-0, marcado en la prórroga. Esta sería la cuarta y última final de Copa disputada por el Arenas. Su once estuvo formado por Jáuregui; Llantada, Críspulo; Laña, Urresti, Fidel; Anduiza, Rivero, Yermo, Gurruchaga y Robus.

### El Arenas en Primera División
El Arenas fue uno de los diez equipos elegidos para formar parte de la Primera División de España 1928/29 en la recién creada Liga española de fútbol. Ese honor lo obtuvo por sus cuatro finales de Copa alcanzadas y por el título de Copa que había ganado en 1919. El vicepresidente del Arenas, José María Acha Larrea, tuvo un papel muy importante en la fundación del Campeonato de Liga, por lo que el resto de clubes le regalaron un busto de bronce en reconocimiento a su labor. Ese busto se ha exhibido en el campo de Gobela hasta su demolición y actualmente es guardado con celo en las oficinas del Club ante la imposibilidad de volver a colocarlo en el nuevo estadio.
Su debut en Liga se produjo un 10 de febrero de 1929 ante el Athletic de Madrid, que le derrotó por 2-3. El Arenas acabó la primera temporada en 5.ª posición, en la mitad de la tabla. Mejor fue la temporada siguiente, la 1929-30, en la que el Arenas acabó en 3º lugar, la mejor clasificación de su historia.
Progresivamente el Arenas fue debilitándose a medida que sus mejores jugadores iban retirándose sin encontrar reemplazos equiparables en los jóvenes que les sustituían. En un fútbol cada vez más profesionalizado, el Arenas tenía dificultades para competir con equipos de grandes ciudades como Madrid, Barcelona o Bilbao. Al 5º lugar de las temporadas 1930-31 y 1931-32, siguió la 7ª plaza de la temporada 1932-33, y finalmente el 10.º y último lugar en la temporada 1933-34. La ampliación de la Primera división a 12 equipos evitó el descenso del Arenas, pero este se consumó finalmente la temporada 1934-35, con la 12.ª plaza. El último partido de su historia en Primera lo disputó en Chamartín frente al Real Madrid.
En total, el Arenas jugó 7 temporadas consecutivas en Primera división y ocupa el 45.º puesto en la Clasificación histórica de la primera división española de fútbol con 107 puntos conseguidos.

### El declive del Arenas
Tras la temporada de su descenso, el Arenas cuajó una buena campaña en la Segunda División de España 1935/36. Rozó el ascenso, pero se le escapó en la última jornada de Liga al perder frente al Murcia FC. Además, logró un meritorio triunfo en la Copa Vasca, torneo regional en el que participaban los equipos vasco-navarros. Se impuso en aquel torneo a Real Sociedad, Real Unión, Barakaldo Club de Fútbol, Alavés, Osasuna y a su gran rival el Athletic Club, que ese mismo año se proclamó Campeón de Liga, y al que venció en la final por 2-1.
Sin embargo aquel equipo que aún tenía potencial para regresar a Primera división se vio truncado por el estallido de la Guerra Civil en verano de 1936. Después de la guerra, el Arenas, que siguió en la Segunda División, no volvió a tener el nivel de antes. En 1944 descendió a Tercera División, sin que desde entonces haya regresado a la Segunda División, aunque en 1956 y 1960 estuvo a punto de hacerlo.
El Arenas ha alternado la Tercera División y la Regional Preferente durante las últimas seis décadas, con la excepción de la temporada 1979-80 en la que jugó en la Segunda división B, categoría a la que estuvo cerca de regresar en 2000, 2006, 2013 y 2014. Es, después del Real Murcia Imperial, el club que más temporadas ha jugado en la Tercera División española.
En el año 2021 consiguió el ascenso a la Segunda Federación donde milita actualmente.

## Uniforme
El Arenas Club ha vestido siempre uniforme de rayas verticales rojas y negras con contadas excepciones debido al diseño del patrocinador. Del mismo modo, algún complemento del uniforme como los calzones o las medias sufrieron ligeras variaciones de color, mientras que debido a las insuficientes y poco correctas crónicas de la época se desconoce si estos fueron también los colores que vistieron desde su formación en 1909 y hasta la fusión de 1912.
- Uniforme titular: camiseta a roja y negra, pantalón negro y medias con rayas horizontales rojas y negras.
- Uniforme alternativo: camiseta verde, pantalón verde y medias verdes.

| Primero | (Ver evolución) | Actual |

## Datos del club

### Denominaciones
Durante su historia, la entidad ha visto cómo su denominación variaba muy ligeramente por diversas circunstancias hasta la actual de Arenas Club de Getxo, vigente desde 1917. El club se fundó con el nombre de Arenas Foot-Ball Club hasta la fusión tres años después como Arenas Club.
A continuación se listan las distintas denominaciones de las que ha dispuesto el club durante su historia:
- Arenas Foot-ball Club: (1909-12) Nombre en su fundación.
- Arenas Club: (1912-41) Fusión con el Algorta Foot-Ball Club.
- Club Arenas de Guecho: (1941-84) Se le añade su origen geográfico para representar a todas las localidades vecinas.
- Arenas Club: (1984-Act.)

## Palmarés
El Arenas Club acumula numerosos trofeos tanto nacionales como regionales. Entre ellos destaca por importancia una Copa de España en 1919, estando cerca de lograrla en otras tres ocasiones con sendos subcampeonatos. A ella se suman tres Campeonatos Regionales del Norte, dos Campeonatos Regionales de Vizcaya y una Copa Vasca como máximas distinciones.
Considerado como uno de los clubes históricos del fútbol español y vasco en las primeras décadas del siglo xx, es uno de los quince clubes vencedores de un torneo de máxima categoría del panorama nacional. En la Primera División, de la que fue uno de los clubes conformantes en su primera edición, ha participado un total de siete temporadas en las que se ha enfrentado a catorce rivales distintos. En ella ocupa la cuadragesimoséptima posición histórica y un tercer puesto como mejor resultado conseguido en la campaña 1929-30. Completa sus registros con seis temporadas en la Segunda División, seis en la Segunda División "B" —en la que milita actualmente—, sesenta y una en la Tercera División y nueve en categoría regional.
Nota: en negrita competiciones vigentes en la actualidad.
| Competición nacional           | Títulos           | Subcampeonatos                           |
| ------------------------------ | ----------------- | ---------------------------------------- |
| Tercera División de España (1) | 1959-60 (Gr. III) | 1962-63 (Gr. III), 2012-13 (Gr. IV). (2) |
| Copa de España (1)             | 1919.             | 1917, 1925, 1927. (3)                    |

| Competición regional      | Títulos                    | Subcampeonatos                                                     |
| ------------------------- | -------------------------- | ------------------------------------------------------------------ |
| Campeonato del Norte (3)  | 1916-17, 1918-19, 1921-22. | 1919-20, 1920-21. (2)                                              |
| Campeonato de Vizcaya (2) | 1924-25, 1926-27.          | 1922-23, 1923-24, 1925-26, 1928-29, 1930-31, 1931-32, 1932-33. (7) |
| Copa Vasca (1)            | 1935-36.                   |                                                                    |

| Trofeos amistosos   | Títulos     | Subcampeonatos        |
| ------------------- | ----------- | --------------------- |
| Trofeo Ategorri (2) | 1977, 1980. | 1979, 1982, 1986. (3) |

## Rivalidades
En sus primeros años tuvo gran rivalidad con el Athletic Club tanto en el Campeonato Regional como en los despachos por la incorporación de los jugadores locales. Entre ellos sobresalieron los nombres de Félix Sesúmaga, Pedro Vallana y Francisco Pagaza, y otros como Guillermo Gorostiza, José María Peña, Leonardo Cilaurren, Tomás Zarraonandia —hermano de Telmo Zarra— y Raimundo Pérez Lezama. No en vano, ambos clubes son los únicos de Vizcaya en haber disputado la Primera División de España, máxima categoría del fútbol español.
Ya que esta rivalidad es dependiente de la categoría entre ambos, Arenas tiene como rivales tradicionales a otros clubes de la región, como Baracaldo CF (siendo éste el club más cercano), CD Laredo y en ocasiones Gimnástica de Torrelavega y Real Unión de Irún.

## Filmografía
- Documental TVE (13-4-1970), «Históricos del balompié - Arenas Club» en rtve.es